# Rába (podnik)
Rába Automotive Holding (maďarsky Rába Járműipari holding Nyrt), běžně známá jako Rába, je maďarský strojírenský podnik, zabývající se vývojem a výrobou a úpravami automobilových komponentů, speciálních vozidel a náprav pro užitková vozidla, zemědělské a stavební stroje. Tradice výroby náprav i kompletních vozidel sahá do roku 1902. Holding Rába se skládá ze tří strategických obchodních jednotek. Společnost má centrálu ve městě Győr a zaměstnává zhruba 2000 pracovníků.

## Historie

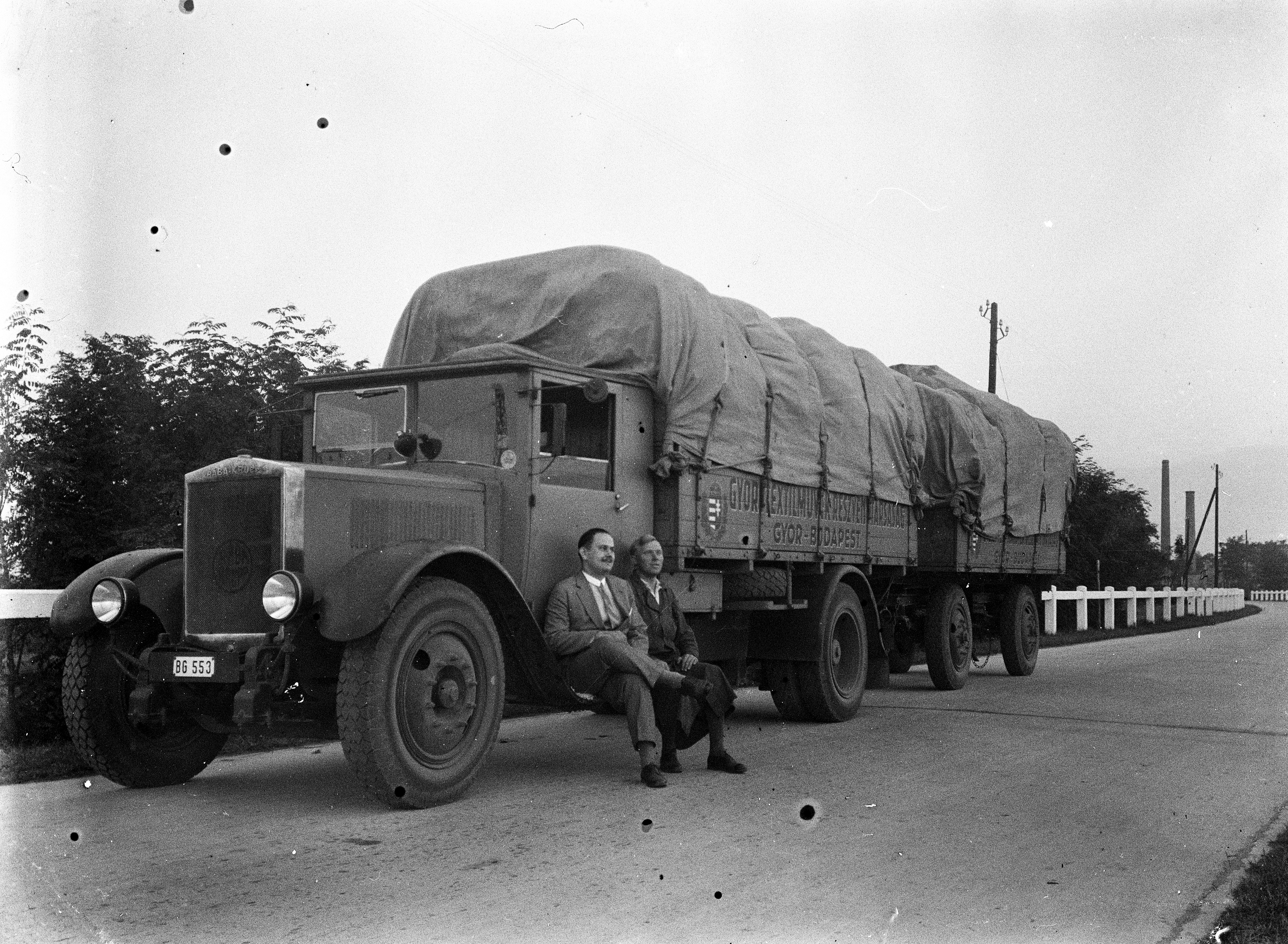
nákladní automobil Rába, licence Krupp

Společnost byla založena v roce 1896 v Győru pod názvem Magyar Waggon- és Gépgyár Részvénytársaság. Náplní výroby měly být železniční vagony. V roce 1897 byl vyroben první patnáctitunový dvounápravový cisternový vůz, následovaly osobní a nákladní železniční vagóny. V roce 1904 byl v Győru podle návrhu Ferdinanda Porsche vyroben první vůz pohonem 4×4 na světě. Roku 1913 firma zakoupila licenci na pětitunový nákladní vůz Praga V, produkovaný následně pod názvem Rába V. V roce 1914 následoval první osobní automobil Rába Alpha. Roku 1927 došlo k zakoupení licence německé firmy Krupp pro 3 a 5-tunové nákladní vozy vybavených 4 a 6válcovými motory, o rok později podnik získal licenci Austro-Fiat na nákladní vozy s nosností 1,5 tuny. Do roku 1951 podnik Rába vyrobil zhruba 2500 vozů. V roce 1937 byl zakoupena licence na vznětové motory firmy MAN, a zároveň začala výroba leteckých motorů. Roku 1939 Rába zkonstruovala vojenský nákladní automobil Botond pro maďarskou armádu, prvních 150 vozidel opustilo výrobní haly 1. července 1939.

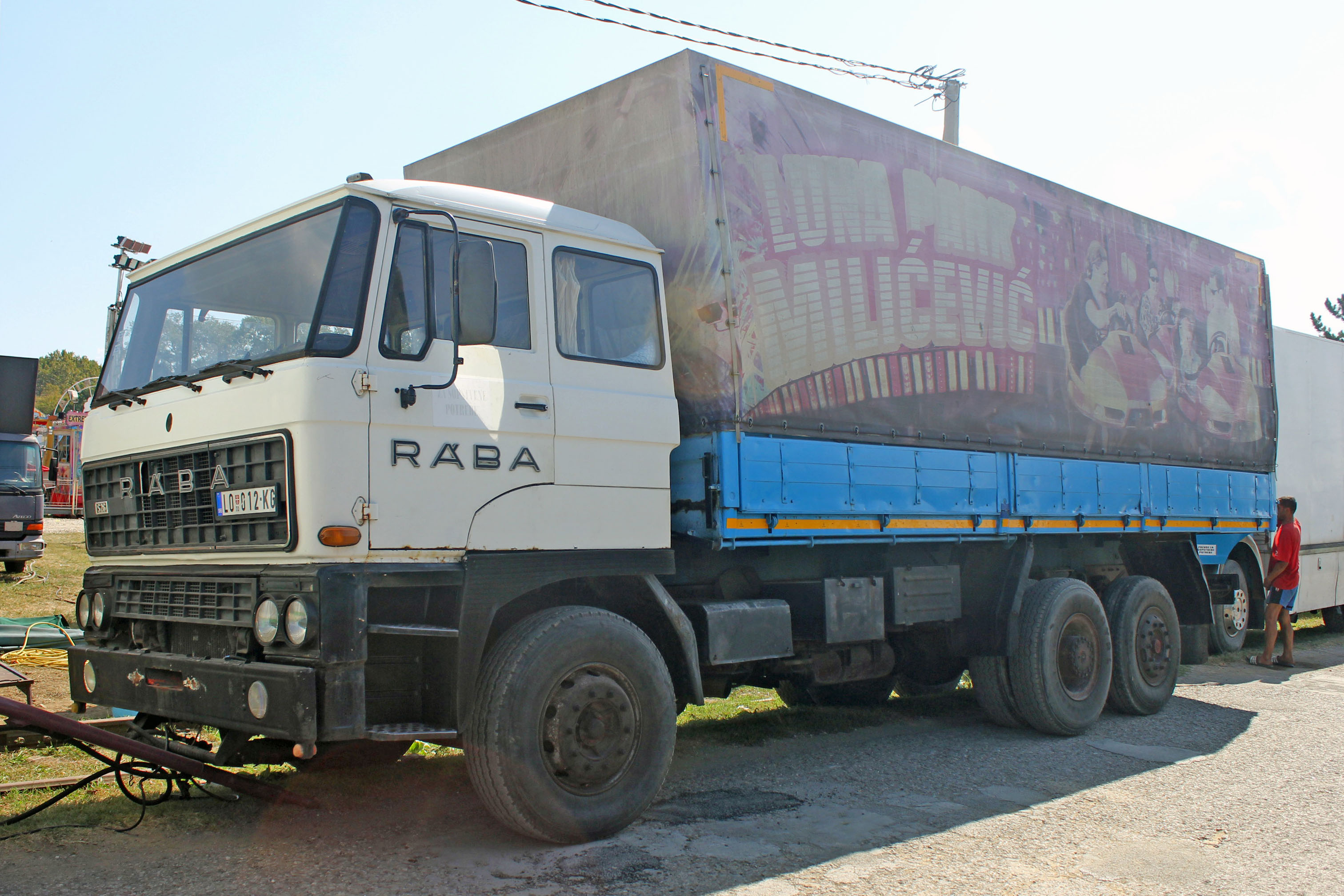
Nákladní vůz RÁBA s kabinou DAF

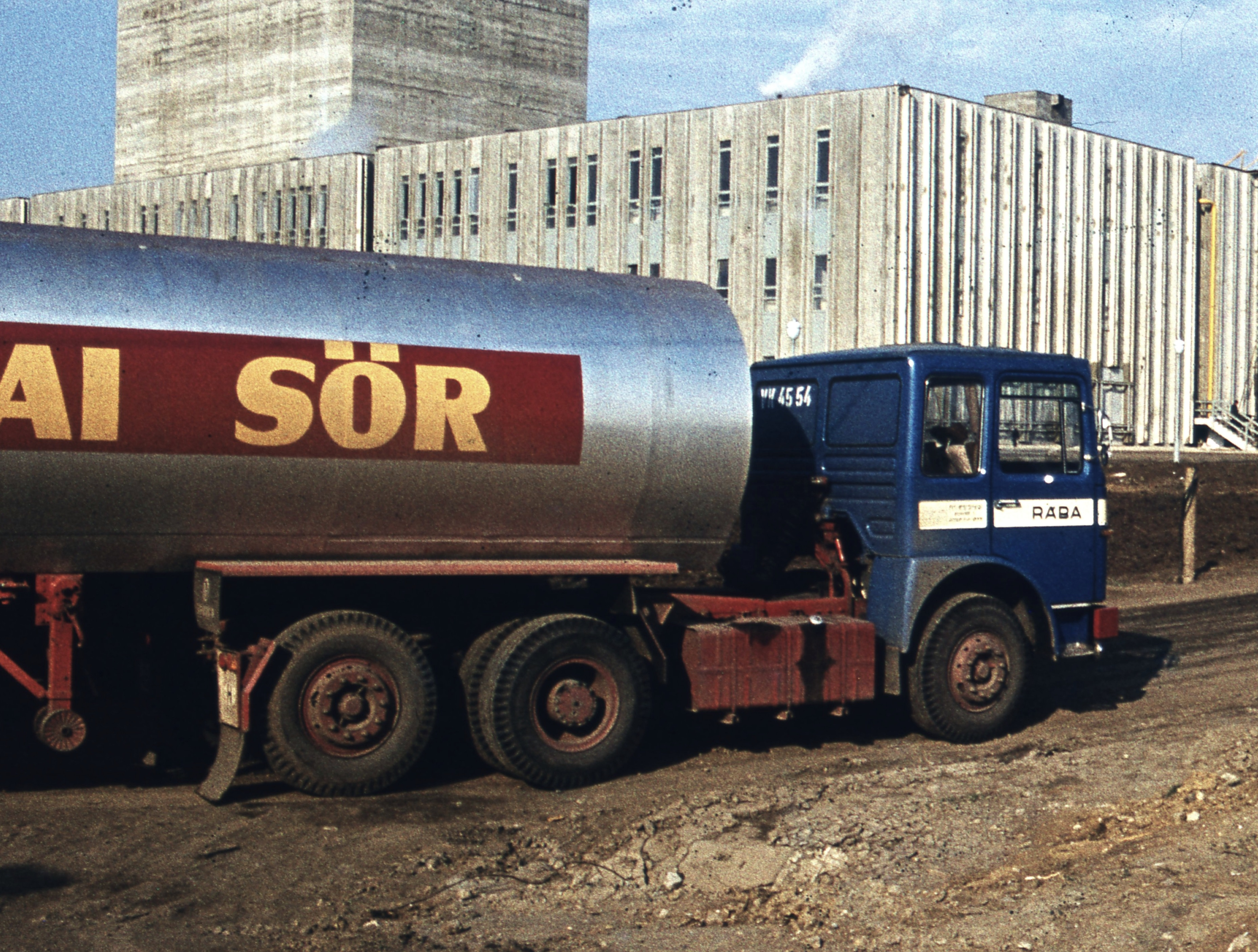
Tahač Rába s kabinou MAN

Dne 13. dubna 1944 továrnu zničilo spojenecké bombardování, rekonstrukce trvala až do roku 1948. Prvním poválečným produktem byl 45tunový parní jeřáb. Rába se v této době zabývala výrobou zemědělských strojů a konstrukcí silničních mostů, včetně Arpádova mostu v Budapešti. Na vlně socialistického sentimentu v roce 1961 bylo jméno společnosti změněno na Wilhelm Pieck Waggon es Gepgyar, po třech letech se však podnik vrátil ke svému předchozímu názvu. Na konci roku 1963 maďarská vláda schválila nákup nových výrobních licencí. Rába započala dlouhá jednání, která skončila 6. ledna 1967 podpisem licenční smlouvy s konsorciem Renault, Seri, MAN a Ferrostal, na výrobu 6 válcových motorů s výkonem 110–188 kW. Od firmy MAN byly nakupovány motory objemu 12 litrů a výkonu 308 kW. Na veletrhu v Budapešti podnik Ikarus představil dálkový autobus s motorem MAN a podnik Rába 16 tunový kamion s motorem o výkonu 158 kW. Jejich výroba byla zahájena o rok později. Rába také produkovala traktory a přívěsy. Produkce nákladních automobilů však tvořila jen asi 15% obratu, hlavní výrobní náplní byly automobilové nápravy, motory a další komponenty. Kromě 2000 těžkých nákladních automobilů ročně společnost vyrobila 200 000 předních a zadních náprav, 25 000 dieselových motorů, 400 traktorů a řadu dalších komponent. Ve spolupráci s americkou firmou Steiger byly montovány těžké traktory. Výroba železničních vozů se postupně stávala vedlejší produkcí. Kromě dálkových kamionů Rába vyráběla také sklápěče a míchačky. Nákladní auta Rába byla vybavována kabinami MAN, od roku 1980 pak kabinami firmy DAF. V roce 1984 začala výroba motorů Rába-List. Auta Rába byla exportována do Egypta, Libanonu, Saúdské Arábie a zemí RVHP. Od roku 1986 Rába montovala též autobusové podvozky. V polovině 80. let se stala Rába druhým největším podnikem v Maďarsku. Zaměstnávala 20 tisíc pracovníků a kromě hlavního závodu v Győru měla pobočky v Budapešti, Kaposváru, Mosonmagyaróváru, Kőszegu a Sárváru.
V roce 1992 byla Rába přeměněna na akciovou společnost, s maďarským státem jako hlavním akcionářem. O čtyři roky později proběhla privatizace a v prosinci 1997 se společnost Rába Automotive Holding, plc. stala veřejně obchodovatelnou. V následující době Rába vytvořila joint venture s ruským Kamazem.